# Farbror Fred på vårhumör
Farbror Fred på vårhumör är en roman av P.G. Wodehouse, utgiven i England 1939 med titeln Uncle Fred in the Springtime. Romanen översattes till svenska av Birgitta Hammar 1940 som Farbror Fred i vårhumör.

## Handling
Hertigen av Dunstable bjuder in sig själv till slottet Blandings. Samtidigt plågas Pongo Twistleton av pengaproblem och två unga par, Pongos syster Valerie och Horace Pendlebury-Davenport respektive Polly Pott och Ricky Gilpin, lider av kärleksbekymmer. Då hertigen av Dunstable står i begrepp att lägga beslag på lord Emsworths prisbelönta sugga dronningen av Blandings, ivrigt påhejad av lady Constance, måste lorden se sig om efter hjälp. Hans mångförslagne bror Galahad är bortrest, och han vänder sig därför till en av dennes vänner, lord Ickenham, även känd som "farbror Fred". Vissa omständigheter gör dock att Fred infinner sig på Blandings i sken av att vara sir Roderick Glossop och därefter följer en rad märkliga förvecklingar där olika grupperingar försöker stjäla dronningen och turerna mellan de olika paren snabbt växlar. En pengasumma och en soppbar är också viktiga ingredienser i en snårig historia som, tack vare Freds skarpsinne, slutar väl.

## Persongalleri
- Pongo Twistleton - Yngling i behov av pengar, medlem av drönarklubben
- Horace Pendlebury - Davenport, till och från svåger in spe till Pongo
- Alaric, hertig av Dunstable - Hetleverad aristokrat som gärna slår sönder saker med eldgaffel eller kastar ägg på personer
- Claude Pott - Privatdetektiv, falskspelare och gnidig fader till Polly Pott
- Valerie Twistleton - Hetlevrad syster till Pongo. Farbror Freds (enda) favoritniece
- Polly Pott - Dotter till Claude
- Rupert Baxter - Intelligent men otursförföljd sekreterare till hertigen av Dunstable
- Lord Emsworth - Ägare till Blandings och dess sugga, dronningen av Blandings
- Dronningen av Blandings - Prisbelönt och fet sugga som får sina vanor rubbade
- Lady Constance Keeble - Lord Emsworths huskors till syster
- Beach - Tålmodig hovmästare på Blandings
- Frederick, lord Ickenham - Gemenligen kallad "farbror Fred". Pongos resursrike farbror
- Sir Roderick Glossop - Känd London-psykolog
- Oofy Prosser - En av de rikare medlemmarna av Drönarklubben
- Ricky Gilpin - Kusin till Horace. Poet och soppbarsägare in spe
- George, Lord Bosham - Emsworths föga intellektuellt begåvade son